# موزه هنر دلاویر
موزه هنر دلاویر (انگلیسی: Delaware Art Museum)، موزه‌ای هنری در شهر ویلمینگتون، دلاور ایالت دلاویر واقع شده و بیش از ۱۲ هزار اثر هنری در آنجا نگهداری می‌شود. . این موزه در سال ۱۹۱۲ با نام انجمن هنرهای زیبای ویلمینگتون و به افتخار هنرمند هاوارد پایل تأسیس شد. آثار این موزه بیشتر بر نقاشی و هنر آمریکا از قرن ۱۹ تا قرن ۲۱ میلادی متمرکز است. این موزه همه روزه، به جز دوشنبه‌ها و سه شنبه‌ها، از ساعت 10 صبح تا 5 بعد از ظهر باز است.